# 杨起 (艺术家)
杨起（1952年—），籍贯江苏徐州，生于安徽省芜湖市，德国华裔艺术家。

## 生平
1982年毕业于安徽师范大学，毕业后于上海大学任教。1987年赴德留学并移居德国，1996年获海德堡大学艺术哲学博士学位。现居于德国杜塞尔多夫。作品被伦敦大英博物馆、海德堡市政府、海德堡市德国美国文化中心、中国美术学院等机构收藏。

## 主要个展
- 1990年，英国伦敦勃克莱广场画廊
- 1993年，德国科隆市艺术空间画廊
- 1994年，德国瓦尔道夫SAP国际画廊
- 1995年，德国凯塞司劳特市台奥多-岑克博物馆
- 2000年，中国“风无名巡回展”，南京博物院
- 2003年，绘画和装置，德国墨尼黑夫莱辛库阿替画廊
- 2004年，“无有的彼岸”，德国波恩来茵州立博物馆
- 2006年，“天际那边”，西安美术学院西部美术馆[2]
- 2007年，“文化进程”，德国拉廷耿市美术馆
- 2008年，“某人 某时 某地”，北京九立方画廊[3]
- 2010年，“神化_劳动”，德国贝塔基金会画廊
- 2013年，“杨起、歌德、孔子三人行”，德国法兰克福孔子学院
- 2013年，“乡土”，上海多伦现代美术馆[4]
- 2014年，“回声--新表现主义绘画”，上海奥赛画廊[5]
- 2015年，“杨起—趣味人生”，上海奥赛画廊[6]
- 2016年，“三言两语”，福建省美术馆[7]